# Jalkunan
Le jalkunan est une langue mandée parlée au Burkina Faso.